# 岩澤居待 happy-go-lucky
岩澤居待 happy-go-lucky（いわさわいまち はっぴー ごー らっきー）は、岩澤居待がメインパーソナリティを務めるコミュニティFM放送局のラジオ番組である。
2009年4月4日より放送開始。

## 概要
新人アーティスト・岩澤がパーソナリティを務める「夢」をテーマとしたトーク番組。
「みんなで作るアーティスト岩澤居待」をプロモートする番組でもある。
過去に様々なジャンルのアーティストがゲストとして登場している。

## 出演者

### パーソナリティ
- 岩澤 居待（いわさわ・いまち　2009年4月 - ）

### パートナー
- 塚田 愛実（つかだ・あみ　2019年3月 - ）

### 過去のパートナー
- 帰山 ゆか（かえりやま・ゆか　2009年4月 - 2011年10月）
- 寿松木 明日花（すずき・あすか　2011年11月 - 2019年1月）

### 代打パートナー
- 岩澤 幸子（いわさわ・さちこ　2010年12月）
- 宗像 奈緒（むなかた・なお　2010年12月）
- 寿松木 明日花（すずき・あすか　2011年10月）
- 姫野 つばさ（ひめの・つばさ　2019年2月）
- 相葉 ゆきこ（あいば・ゆきこ　2019年2月）
- 砕牙 鴇（さいが・とき　2019年2月）
- 志摩 淳（しま・じゅん　2019年2月）

## 主なコーナー

### 現在のコーナー（※2020年時点）
- 岩澤居待のMy Bookshop
  - 居待の本棚の中からおすすめの一冊を紹介する書評コーナー。2019年度はアガサ・クリスティー著、名探偵ポアロシリーズを前作レビュー。
- 塚田愛実のきっかけの映画
  - 塚田がリスナーの人生のきっかけになるような映画を紹介するコーナー。

### 過去のコーナー
- イマチのMy favorite things
  - 岩澤居待が、毎回個人的に良かった物をおすすめとして紹介する。
- あすにゃんの心の扉
  - 寿松木明日花が心理テストを紹介する。

## 放送局
※ 2014年3月現在。
- FM NANAKO：毎週土曜日 13:00 - 13:30（2009年4月 - ）
  - エフエムゆめウェーブ：毎週土曜日 17:00 - 17:30（2009年10月 - ）
  - FMいずも：毎週火曜日 19:30 - 20:00（2009年10月 - ）
  - FMねむろ：毎週火曜日 24:30 - 25:00（2012年4月 - ）
  - ラヂオななみ：毎週木曜日 11:30 - 12:00（2012年4月 - ）